# Игнатенко, Геннадий Владимирович
Генна́дий Влади́мирович Игнате́нко (23 июля 1927, Хабаровск — 19 января 2012, Екатеринбург) — советский и российский правовед, доктор юридических наук, профессор, заслуженный деятель науки РСФСР (1979), вице-президент Советской, позже Российской ассоциации международного права, член Всемирной ассоциации международного права, почётный профессор УрГЮА и Национального университета им. Д. А. Кунаева (ныне Евразийская юридическая академия им. Д. А. Кунаева, г. Алма-Ата, Казахстан), автор вузовских учебников и многочисленных научных публикаций.
Основатель и идейный вдохновитель уральской школы международного права, большинство тематических исследовательских программ которой были ориентированы на решение задач взаимосвязанного сосуществования международного права и внутригосударственного права.

## Биография
В 1947 году поступил на юридический факультет МГУ им. М. В. Ломоносова, который окончил с отличием в 1952 году и был принят в аспирантуру по кафедре государственного права. В студенческие и аспирантские годы интересовался государственным правом стран народной демократии. 1 марта 1956 года в МГУ защитил кандидатскую диссертацию «Система представительных органов Китайской Народной Республики.». В это же время в журнале «Советское государство и право» появились первые публикации Г. В. Игнатенко, а в 1959 г. издательством «Юридическая литература» была выпущена монография.
Свою преподавательскую деятельность начал в родном городе Хабаровске, где стал работать преподавателем филиала, а затем факультета Всесоюзного юридического заочного института (ВЮЗИ). Вёл государствоведческие дисциплины с зарубежной ориентацией. В 1957 году приступил к преподаванию международного права, несмотря на то, что изучал его только в студенческие годы на лекциях профессора Ф. И. Кожевникова. В 1960 году утверждён в ученом звании доцента.
В 1961 году был приглашён преподавать международное право в Свердловском юридическом институте. Как писал сам Г. В. Игнатенко: «…мне была обеспечена „одна, но пламенная страсть“ — международное право». 11 апреля 1968 года в ЛГУ защитил докторскую диссертацию «„Основные закономерности образования государства в процессе национально-освободительной революции (правовое исследование)“». С 1971 по 1998 год — заведующий кафедрой иностранного государственного и международного права СЮИ. С 1998 года занимал должность профессора этой кафедры.
С 1964 года — член Советской (Российской) ассоциации международного права, многократно избирался членом исполнительного комитета Ассоциации, с 2000 года — заместитель президента Ассоциации.
Во второй половине 1980-х — начале 1990-х годов был членом экспертного совета Высшей аттестационной комиссии по праву, более 10 лет — членом диссертационного совета при юридическом факультете Ленинградского университета. Был членом диссертационного совета при юридическом факультете Казанского университета и двух диссертационных советов при УрГЮА.
Инициатор создания «Российского юридического журнала», в 1993—2007 гг. — его главный редактор, позже — член редколлегии. Член редакционного совета «Московского журнала международного права» и журнала «Правоведение» (в последнем работал в течение 20 лет).
Умер 19 января 2012 года в Екатеринбурге в возрасте 84 лет. Похоронен на Широкореченском кладбище.
Супруга — историк и правовед А. В. Игнатенко (1926—2012); сын Владимир.

## Вклад в российскую науку международного права
За более чем 27-летнее пребывание профессора Г. В. Игнатенко в должности заведующего кафедрой им была создана мощная научная школа по исследованию наиболее значимых проблем международного права.
Основные направления научных исследований Г. В. Игнатенко — актуальные проблемы современного международного права, вопросы международной правосубъектности, соотношения международного и внутригосударственного права. При научном руководстве и консультировании Геннадия Владимировича было защищено около 30 кандидатских и 7 докторских диссертаций.
Огромное внимание уделял подготовке вузовских учебников «Международное право». Г. В. Игнатенко — автор, соавтор и ответственный редактор около 200 научных публикаций.
Участник более 100 научных конференций по всей стране. С 1963 г. выступал с докладами и сообщениями на ежегодных собраниях Советской (Российской) ассоциации международного права в г. Москве, на конференциях и симпозиумах в Москве, Ленинграде (Санкт-Петербурге), Казани, Уфе, Харькове, Нальчике, Тюмени, Барнауле, Улан-Удэ. Многократно принимал участие в международных конференциях в Варшаве, Познани, Пловдиве, Варне, Дели, Чатокуа, Нью-Йорке, Киеве, Минске, Алматы, Ташкенте, Риге.

## Награды
Награждён медалями «В ознаменование 100-летия со дня рождения Владимира Ильича Ленина», «Ветеран труда», «200 лет МВД России», медалями им. А. Ф. Кони, Г. И. Тункина, знаком «100-летие города Хабаровска», премиями Ф. Ф. Мартенса и Гуго Гроция, имеет почетные звания заслуженного деятеля науки РСФСР и почетного работника высшего профессионального образования Российской Федерации, награждён почетным знаком «За особые заслуги перед УрГЮА».